# Villa María (Río Negro)
Villa María es una localidad uruguaya del departamento de Río Negro.

## Geografía
La localidad se ubica al norte del departamento de Río Negro, al este del arroyo Don Esteban y de la localidad de Villa General Borges y sobre el camino que une la ruta 25 con el camino de la cuchilla del Ombú. Aproximadamente 130 km la separan de la capital departamental Fray Bentos, mientras que las ciudades más cercanas son Young (30 km) y Guichón (40 km).

## Población
Según el censo del año 2011 la localidad contaba con una población de 132 habitantes.
| 307           | 220 | 2028 | 184 | 199 | 132 |
| (Fuente: INE) |     |      |     |     |     |